# Домашёва, Мария Петровна
Мария (Марта) Петровна Домашёва (1875—1952) — советская российская актриса театра и кино. Народная артистка РСФСР (1951).

## Биография
Родилась 14 января 1875 года.
Окончила Московское филармоническое училище (1893).
Начала свой творческий путь в Московском театре Корша, с 1895 года — актриса Петербургского Театра литературно-художественного общества, с 1899 года — в труппе Александринского театра, также снималась в кино.
В 1942 году вошла в состав труппы «Блокадного театра», набранного из оставшихся в городе артистов ленинградских театров и радиокомитета (впоследствии — театр имени В. Ф. Комиссаржевской).
Умерла 8 мая 1952 года. Похоронена на Литераторских мостках.
Её сестра — Анна Петровна Домашёва, по окончании московской театральной школы, служила в балете, затем дебютировала на сцене Малого театра в роли Клерхен («Эгмонт»). С 1900 года играла в Санкт-Петербурге в театре литературно-художественного общества, в 1904 году — в театре Коммиссаржевской.

## Творчество

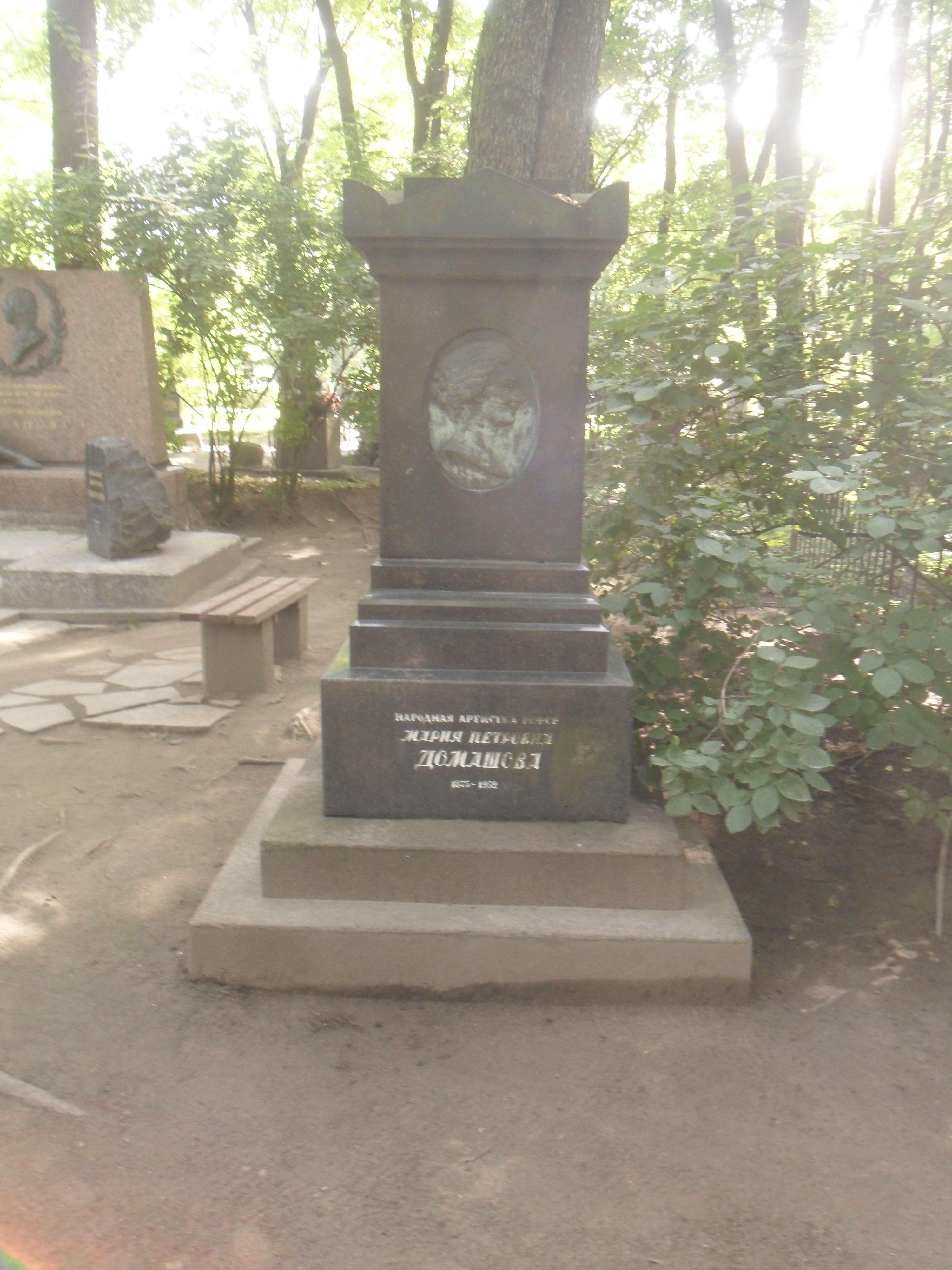
Могила Домашёвой на Литераторских мостках в Санкт-Петербурге

### Ленинградский академический театр драмы им. А. С. Пушкина
- «Ганнеле» Г. Гауптмана — Ганнеле,
- «Бой бабочек» Г. Зудермана — Рози
- 1938 — «Шёл солдат с фронта» по В. П. Катаеву — мать Семёна Котко
- 1941 — «Дворянское гнездо» по роману И. С. Тургенева — Марфа Тимофеевна Пестова
- 1945 — «Памятные встречи» А. Утевского — Марья Евгеньевна

### Фильмография
- 1936 — Депутат Балтики — Мария Александровна, жена профессора Полежаева
- 1936 — Чудесный корабль (короткометражный) — экономка
- 1938 — Одиннадцатое июля — тётка Павлючиха
- 1939 — Четвёртый перископ — мать братьев Крайневых
- 1944 — Морской батальон — Марья Петровна Маркина, мать
- 1946 — Сыновья — мать Яниса

## Награды
- Орден Трудового Красного Знамени (1939)[3].
- Народная артистка РСФСР (1951).